# پوکر آلیس
پوکر آلیس (انگلیسی: Poker Alice) فیلمی به کارگردانی آرتور الن سیدلمن است که در سال ۱۹۸۷ منتشر شد.

## بازیگان
- الیزابت تیلور در نقش Alice Moffit
- تام اسکریت در نقش Jeremy Collins
- جرج همیلتون (هنرپیشه) در نقش Cousin John Moffit
- ریچارد مالیگن در نقش Sears
- دیوید وین در نقش Amos
- سوزان تایرل در نقش Mad Mary
- پت کورلی در نقش McCarthy
- پل دریک در نقش Baker
- آنابلا پریس در نقش Miss Tuttwiler
- میوز اسمال در نقش Baby Doe
- گری بیسیگ در نقش Gilmore
- لیز ترس در نقش Big Erma
- گری گروبز در نقش Marshal
- جان بنت پری در نقش Frank Hartwell